# Thea Hökerberg
Eva Dorothea (Thea) Hökerberg, född 24 december 1843 i Nikolai församling, Örebro,  död 7 april 1924 i Adolf Fredriks församling, Stockholm, var en svensk skolledare, översättare och författare.
Hökerberg var dotter till landssekreteraren Gustaf Fredrik Hökerberg (1804–1874) och Emma Fredrika Elers (1821–1874) samt syster till bokförläggaren Lars Hökerberg (1851–1924). Hon var föreståndare för Karlshamns elementarskola för flickor. Hon skrev en barnbok och var också verksam som översättare från norska och franska. Hökerberg gravsattes i Gustav Vasa kyrkas kolumbarium i Stockholm.